# Tina Satter

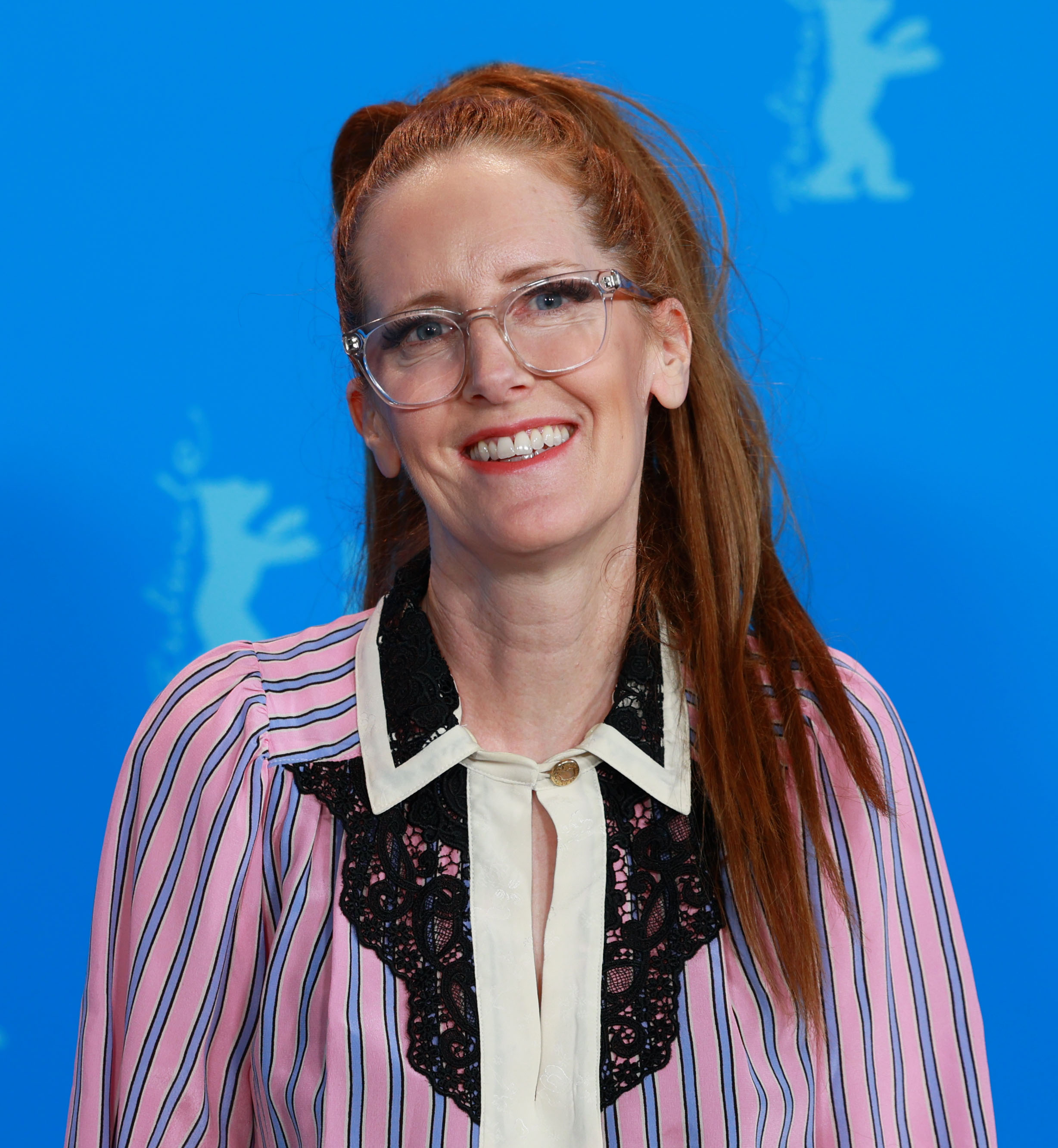
Tina Satter bei der Berlinale 2023

Tina Satter (* in Hopkinton, New Hampshire) ist eine US-amerikanische Film- und Theater-Regisseurin, Drehbuchautorin und Dramatikerin. Sie ist Gründerin der Theaterkompanie Half Straddle, die sich 2008 formierte und 2013 mit einer Förderung der Obie Awards ausgezeichnet wurde.

## Karriere

### Theater
Satter ist Intendantin von Half Straddle, wo sie auch als Regisseurin und Autorin tätig ist und bis 2020 bereits 10 Theaterstücke realisierte. Ihr Stück Is This A Room über das Verhör von Whistleblowerin Reality Winner markierte 2020 ihr Off Broadway-Debüt. 2021 folgten Aufführungen am Broadway.

### Film
Ihr Spielfilmdebüt als Regisseurin und Drehbuchautorin gab Satter 2023 mit dem Film Reality. Die Adaption ihres Theaterstücks Is This A Room von 2019 lief im Rahmen der Berlinale 2023 als Weltpremiere. Der deutsche Kinostart des Films ist für den 8. Februar 2024 geplant.

## Privates
Satter besuchte zunächst das Bowdoin College in Brunswick, Maine und schloss ihr Studium mit einem Bachelor ab. Darauf folgte ein Masterabschluss am Reed College in Portland, Oregon. Zu ihrer weiteren Ausbildung als Theaterautorin gehört ein Kurs unter Leitung des Dramatikers Mac Wellman am Brooklyn College. Satter lebt in New York City.

## Werke

### Theater
- 2008: The Knockout Blow
- 2009: FAMILY
- 2010: Nurses in New England
- 2011: In the Pony Palace/FOOTBALL
- 2012: Away Uniform
- 2013: House of Dance
- 2013: Seagull (Thinking of you)
- 2015: Ancient Lives
- 2016: Ghost Rings
- 2017: Here I Go, pt. 2 of you (als Kuratorin)
- 2018: Kathy Acker: “In the beginning there was a young girl…” (als Kuratorin)
- 2019: Is This A Room: Reality Winner Verbatim Transcription (ausgezeichnet mit den Drama Desk Award in der Kategorie "Unique Theatrical Experience"[10])

### Filme
- 2023: Reality (als Regisseurin und Drehbuchautorin)[6]

## Auszeichnungen
- 2014: Doris Doris Duke Artist Impact Award[4]
- 2016: Stipendium der Foundation for Contemporary Arts[11]
- 2019: Fellow-in-Residence am Pew Center for Arts & Heritage[12]
- 2020: Guggenheim-Stipendium[4]
- 2023: Nominierung für den Gotham Award in der Kategorie Best Feature für Reality[13]
- 2023: Honorable Mention beim Stockholm Filmfestival für die Regie von Reality[14][15]